# 11974 Yasuhidefujita
11974 Yasuhidefujita (1994 YF) là một tiểu hành tinh vành đai chính được phát hiện ngày 24 tháng 12 năm 1994 bởi T. Kobayashi ở Oizumi.